# داريوس روكر
داريوس روكر (بالإنجليزية: Darius Rucker)‏ هو مغني ومغن مؤلف وموسيقي أمريكي، ولد في 13 مايو 1966 في تشارلستون في الولايات المتحدة.

## وصلات خارجية
- الموقع الرسمي
- داريوس روكر على موقع IMDb (الإنجليزية)
- داريوس روكر على موقع ميوزك برينز (الإنجليزية)
- داريوس روكر على موقع رولينغ ستون (الإنجليزية)
- داريوس روكر على موقع إن إن دي بي (الإنجليزية)
- داريوس روكر على موقع أول ميوزيك (الإنجليزية)
- داريوس روكر على موقع ديسكوغز (الإنجليزية)
- داريوس روكر على موقع قاعدة بيانات الفيلم (الإنجليزية)